# Dégnékoro
Dégnékoro è un comune rurale del Mali facente parte del circondario di Dioïla, nella regione di Koulikoro.
Il comune è composto da 9 nuclei abitati:
- Boya
- Dégnékoro
- Dion
- Donombougou
- Nana
- Sanan
- Sorokoroni
- Sirakoro
- Timpana